# Новокаледонский плодоядный голубь
Новокаледонский плодоядный голубь (лат. Ducula goliath) — вид птиц из рода плодоядных голубей. Подвидов не выделяют.

## Ареал
Вид является эндемиком Новой Каледонии. Обитает как на склонах Центрального хребта до высоты 1500 метров над уровнем моря, так и в низменных лесах главного острова.

## Описание вида
Новокаледонский плодоядный голубь достигает длины 50-52 см и массы от 600 до 716 г. 
Половой диморфизм не выражен. Оперение взрослых птиц серое или тёмно-серое с серебристым оттенком.

## Охранный статус
Охранный статус — NT. Популяция новокаледонских плодоядных голубей оценивается в 100 000—220 000 взрослых особей.